# Caress of Steel
《Caress of Steel》은 1975년 9월 24일, 머큐리 레코드에서 발매된 캐나다의 록 밴드 러시의 세 번째 스튜디오 음반이다. 이 곡은 그룹 사운드의 발전을 이루었으며, 블루스 기반의 하드 록 스타일에 데뷔하여 프로그레시브 록으로 발전하였다.

## 배경 및 녹음
1975년 중반까지 러시는 기타리스트 알렉스 라이프슨, 베이시스트이자 보컬리스트인 게디 리, 1974년에 합류한 드러머이자 주요 작사가인 닐 피어트의 라인업으로 안정되었다. 그들은 〈By-Tor and the Snow Dog〉로 여러 파트와 컨셉의 곡으로 러시가 처음으로 진입한 것을 기념하는 《Fly by Night》(1975년)를 발표했다. 이 그룹은 인기가 상승했고, 가장 유망한 그룹으로 주노상을 받았다. 1975년 6월, 그들은 《Fly by Night》 투어를 끝냈는데, 이것은 처음으로 헤드라이너로서 캐나다 다리를 장식했다.
러시는 후속 음반을 준비하면서 《Fly by Night》에서 소개했던 확장되고 컨셉적인 곡 요소를 취하여 새로운 소재에 대한 집중적인 집중력으로 삼았다. 이것은 블루스에서 영감을 받은 하드 록에서 프로그레시브 록으로 그들의 사운드가 발전한 결과였다. 피어트는 밴드가 《Caress of Steel》에 "더욱 진지하고 자신감"을 느끼며 접근했고, 세 멤버 모두 결과에 자부심을 느꼈다고 회상했다. 그는 이 음반이 다양한 음악적 역동성과 독창적인 아이디어로 발전하는 "주요 단계"라고 생각했다. 리는 이 밴드가 음반을 만들면서 "매우 높았다"고 말했다.
이 음반은 1975년 7월 토론토 사운드 스튜디오에서 녹음되었다. 믹싱은 같은 스튜디오에서 진행되었다.

## 평가
| 전문가 평가                   | 전문가 평가 |
| 평가 점수                     | 평가 점수   |
| 출처                          | 점수        |
| ----------------------------- | ----------- |
| AllMusic                      | [ 4 ]       |
| The Rolling Stone Album Guide | [ 5 ]       |

《Caress of Steel》은 전문 비평가들로부터 좋지 않은 평을 받았다. 올뮤직의 그레그 프라토는 이 음반을 "러시의 집중되지 않은 음반들 중 하나"라고 표현했고, 데일리 볼트의 크리스토퍼 테렌은 이 음반을 "러시를 위한 잠정적인 조치"라고 불렀으며, 이는 그룹의 다음 음반인 《2112》에 언급하였다.

## 곡 목록
모든 곡들은 게디 리, 알렉스 라이프슨 그리고 닐 피어트에 의해 작사/작곡하였다.
| #  | 제목 | 재생 시간 |
| -- | --- | --------- |
| 1. | 〈Bastille Day〉                                                                                                   | 4:34      |
| 2. | 〈I Think I'm Going Bald〉                                                                                         | 3:41      |
| 3. | 〈Lakeside Park〉                                                                                                  | 4:09      |
| 4. | 〈The Necromancer - I. Into the Darkness – 4:20 - II. Under the Shadow – 4:25 - III. Return of the Prince – 3:51〉 | 12:28     |

| #  | 제목 | 재생 시간 |
| -- | --- | --------- |
| 5. | 〈The Fountain of Lamneth - I. In the Valley – 4:18 - II. Didacts and Narpets – 1:00 - III. No One at the Bridge – 4:21 - IV. Panacea (리) – 3:16 - V. Bacchus Plateau (리) – 3:15 - VI. The Fountain – 3:50〉 | 19:57     |

## 인증
| 국가                       | 인증 | 판매량/출하량 |
| -------------------------- | ---- | ------------- |
| 캐나다 (뮤직 캐나다)       | 골드 | 50,000^       |
| 미국 (RIAA)                | 골드 | 500,000^      |
| ^출하량을 기반으로 한 인증 |      |               |